# Brote de gripe A (H5N2) en Estados Unidos de 2015
El brote de gripe A (H5N2) en Estados Unidos de 2015 es un brote epidémico derivado del influenzavirus A subtipo H5N2 en una serie de operaciones de cultivo de pollo y pavo en la región del Medio Oeste de los Estados Unidos. Para el 30 de mayo, más de 43 millones de aves en 15 estados habían sido sacrificadas como resultado del brote, incluyendo casi 30 millones sólo en Iowa, el mayor productor de huevos del país. En el medio oeste de Los Estados Unidos, el precio promedio de los huevos había aumentado un 120% entre el 22 de abril y el 30 de mayo. Sin embargo, los efectos se observaron en todo el país, con precios en California que aumentaron un 71% en el mismo período de tiempo.
El virus fue identificado por primera vez en Minnesota a principios de marzo. Antes del 20 de abril, afectó a granjas comerciales de pavos casi exclusivamente, en los estados de Arkansas, Iowa, Missouri, Dakota del Norte, Dakota del Sur, Wisconsin, y en 28 granjas en Minnesota, donde el virus fue identificado inicialmente.
Se supone que las aves acuáticas migratorias llevaron la enfermedad al Medio Oeste, pero la forma en que llegó a los graneros avícolas es indeterminada. No se han notificado casos humanos, y la infección humana es casi imposible.

## Propagación a granjas de gallinas
El lunes 20 de abril, el Departamento de Agricultura de los Estados Unidos anunció que 5,3 millones de gallinas productoras de huevos en una granja del noroeste de Iowa deben ser destruidas después de que se confirmó el virus. El número solo en esta operación comprendía un poco más del 1% de gallinas ponedoras de huevos en los Estados Unidos. Esta infección sería la primera de una serie en grandes operaciones de gallinas en Iowa, Nebraska, y otros estados.
Hasta el 27 de mayo, más de 25 millones de pollos habían muerto de la infección o habían sido sacrificadas solo en Iowa. El peaje de Nebraska en la misma fecha fue de 7 millones, la mayoría de los 9,45 millones de gallinas ponedoras de huevos del estado.

### Tabla de infecciones
Esta tabla muestra grandes infecciones en las granjas de aves durante el brote de 2015. Todas las aves afectadas murieron de la infección H5N2 en sí, o fueron sacrificadas como medida de precaución. Mientras que hasta el 1 de junio se confirmaron 205 infecciones totales, aquí sólo se muestran brotes más grandes (que afectan a 200.000 gallinas o 50.000 pavos).
| Fecha detectada | Ubicación                | Aves afectadas | Tipo        | Fuentes |
| --------------- | ------------------------ | -------------- | ----------- | ------- |
| 27 de marzo     | Condado de Lac qui Parle | 66 000         | Pavos       | [ 6 ]   |
| 1 de abril      | Condado de Beadle        | 50 600         | Pavos       | [ 6 ]   |
| 2 de abril      | Condado de Stearns       | 71 000         | Pavos       | [ 6 ]   |
| 4 de abril      | Condado de Stearns       | 76 000         | Pavos       | [ 6 ]   |
| 7 de abril      | Condado de Meeker        | 310 000        | Pavos       | [ 6 ]   |
| 8 de abril      | Condado de Kingsbury     | 71 900         | Pavos       | [ 6 ]   |
| 9 de abril      | Condado de Lyon          | 66 000         | Pavos       | [ 6 ]   |
| 10 de abril     | Condado de McPherson     | 55 200         | Pavos       | [ 6 ]   |
| 10 de abril     | Condado de McCook        | 54 700         | Pavos       | [ 6 ]   |
| 11 de abril     | Condado de Jefferson     | 189 100        | Pavos       | [ 6 ]   |
| 13 de abril     | Condado de Swift         | 160 000        | Pavos       | [ 6 ]   |
| 13 de abril     | Condado de Stearns       | 76 000         | Pavos       | [ 6 ]   |
| 14 de abril     | Condado de Swift         | 154 000        | Pavos       | [ 6 ]   |
| 14 de abril     | Condado de Redwood       | 56 000         | Pavos       | [ 6 ]   |
| 15 de abril     | Condado de Kandiyohi     | 152 000        | Pavos       | [ 6 ]   |
| 15 de abril     | Condado de Stearns       | 67 000         | Pavos       | [ 6 ]   |
| 15 de abril     | Condado de Roberts       | 66 600         | Pavos       | [ 6 ]   |
| 16 de abril     | Condado de Barron        | 126 700        | Pavos       | [ 6 ]   |
| 20 de abril     | Condado de Osceola       | 3 800 000      | Pavos       | [ 3 ]   |
| 20 de abril     | Condado de Wadena        | 301 000        | Pavos       | [ 6 ]   |
| 20 de abril     | Condado de Kandiyohi     | 61 000         | Pavos       | [ 6 ]   |
| 21 de abril     | Condado de Kandiyohi     | 130 400        | Pavos       | [ 6 ]   |
| 21 de abril     | Condado de Kandiyohi     | 61 000         | Pavos       | [ 6 ]   |
| 21 de abril     | Condado de Stearns       | 53 900         | Pavos       | [ 6 ]   |
| 22 de abril     | Condado de Stearns       | 72 500         | Pavos       | [ 6 ]   |
| 22 de abril     | Condado de Kandiyohi     | 62 600         | Pavos       | [ 6 ]   |
| 22 de abril     | Condado de Meeker        | 58 900         | Pavos       | [ 6 ]   |
| 23 de abril     | Condado de Clay          | 408 500        | Pavos       | [ 6 ]   |
| 23 de abril     | Condado de Chippewa      | 56 500         | Pavos       | [ 6 ]   |
| 23 de abril     | Condado de Kandiyohi     | 54 300         | Pavos       | [ 6 ]   |
| 24 de abril     | Condado de Jefferson     | 1 031 000      | Pollos      | [ 6 ]   |
| 24 de abril     | Condado de LaMoure       | 71 500         | Aves mixtas | [ 6 ]   |
| 24 de abril     | Condado de Kandiyohi     | 67 000         | Pavos       | [ 6 ]   |
| 24 de abril     | Condado de Chippewa      | 64 900         | Pavos       | [ 6 ]   |
| 27 de abril     | Condado de Sioux         | 1 603 900      | Pollos      | [ 7 ]   |
| 27 de abril     | Condado de Barron        | 83 300         | Pavos       | [ 6 ]   |
| 28 de abril     | Condado de Sioux         | 3 660 000      | Pollos      | [ 8 ]   |
| 28 de abril     | Condado de Osceola       | 258 000        | Pollos      | [ 8 ]   |
| 28 de abril     | Condado de Steele        | 82 900         | Pavos       | [ 6 ]   |
| 28 de abril     | Condado de Kandiyohi     | 50 900         | Pavos       | [ 6 ]   |
| 29 de abril     | Condado de Stearns       | 202 500        | Pollos      | [ 6 ]   |
| 30 de abril     | Condado de Buena Vista   | 449 100        | Pavos       | [ 6 ]   |
| 30 de abril     | Condado de Barron        | 96 500         | Pavos       | [ 6 ]   |
| 1 de mayo       | Condado de Buena Vista   | 4 910 600      | Pollos      | [ 6 ]   |
| 4 de mayo       | Condado de Madison       | 1 495 600      | Pollos      | [ 6 ]   |
| 5 de mayo       | Condado de Wirght        | 2 821 800      | Pollos      | [ 6 ]   |
| 5 de mayo       | Condado de Nicollet      | 1 102 900      | Pollos      | [ 6 ]   |
| 5 de mayo       | Condado de Barron        | 182 400        | Pavos       | [ 6 ]   |
| 5 de mayo       | Condado de Swift         | 151 300        | Pavos       | [ 6 ]   |
| 5 de mayo       | Condado de Kandiyohi     | 89 100         | Pavos       | [ 6 ]   |
| 5 de mayo       | Condado de Pipestone     | 72 200         | Pavos       | [ 6 ]   |
| 5 de mayo       | Condado de Barron        | 57 200         | Pavos       | [ 6 ]   |
| 6 de mayo       | Condado de Kandiyohi     | 65 000         | Pavos       | [ 6 ]   |
| 7 de mayo       | Condado de Sioux         | 309 900        | Pollos      | [ 6 ]   |
| 7 de mayo       | Condado de Osceola       | 256 000        | Pollos      | [ 6 ]   |
| 7 de mayo       | Condado de Buena Vista   | 52 900         | Pavos       | [ 6 ]   |
| 8 de mayo       | Condado de Wright        | 1 106 500      | Pollos      | [ 6 ]   |
| 8 de mayo       | Condado de Sioux         | 581 300        | Pollos      | [ 9 ]   |
| 8 de mayo       | Condado de Sioux         | 327 900        | Pollos      | [ 6 ]   |
| 8 de mayo       | Condado de Sioux         | 303 100        | Pollos      | [ 6 ]   |
| 11 de mayo      | Condado de Swift         | 65 600         | Pavos       | [ 6 ]   |
| 12 de mayo      | Condado de Dixon         | 1 791 500      | Pollos      | [ 10 ]  |
| 12 de mayo      | Condado de Wright        | 966 600        | Pollos      | [ 6 ]   |
| 13 de mayo      | Condado de Hutchinson    | 70 600         | Pavos       | [ 6 ]   |
| 13 de mayo      | Condado de Yankton       | 70 600         | Pavos       | [ 6 ]   |
| 14 de mayo      | Condado de Lyon          | 390 000        | Pollos      | [ 6 ]   |
| 15 de mayo      | Condado de Dixon         | 1 709 400      | Pollos      | [ 11 ]  |
| 15 de mayo      | Condado de Buena Vista   | 903 700        | Pollos      | [ 12 ]  |
| 15 de mayo      | Condado de Sioux         | 272 300        | Pollos      | [ 12 ]  |
| 15 de mayo      | Condado de Sioux         | 240 000        | Pollos      | [ 12 ]  |
| 18 de mayo      | Condado de Moody         | 642 700        | Pollos      | [ 6 ]   |
| 18 de mayo      | Condado de Meeker        | 138 800        | Pavos       | [ 6 ]   |
| 19 de mayo      | Condado de Renville      | 2 045 600      | Pollos      | [ 13 ]  |
| 20 de mayo      | Condado de Sioux         | 240 000        | Pollos      | [ 6 ]   |
| 21 de mayo      | Condado de Sac           | 100 000        | Pavos       | [ 6 ]   |
| 26 de mayo      | Condado de Dixon         | 293 200        | Pollos      | [ 6 ]   |
| 27 de mayo      | Condado de Knox          | 3 000 000      | Pollos      | [ 5 ]   |
| 27 de mayo      | Condado de Adair         | 974 500        | Pollos      | [ 6 ]   |
| 27 de mayo      | Condado de Renville      | 95 300         | Pavos       | [ 6 ]   |
| 28 de mayo      | Condado de Wright        | 991 500        | Pollos      | [ 6 ]   |
| 28 de mayo      | Condado de Kandiyohi     | 50 800         | Pavos       | [ 6 ]   |
| 1 de junio      | Condado de Wright        | 434 800        | Pollos      | [ 6 ]   |
| 1 de junio      | Condado de Moody         | 52 000         | Pavos       | [ 6 ]   |

## Control
Cuando se confirma una infección, todas las aves de la granja afectada son destruidas según las directrices del USDA. Las aves son sacrificadas bombeando una espuma a base de agua en expansión en las casas de granero, lo que las asfixia en cuestión de minutos. A continuación, las aves se componen, por lo general en el lugar.
- Datos: Q20050616

1. ↑  Facebook (30 de mayo de 2015). «Avian influenza epidemic spurs nationwide rise in egg prices». Los Angeles Times (en inglés estadounidense). Consultado el 19 de febrero de 2021.
2. ↑  May 12, Robert Roos | News Editor | CIDRAP News |. «Egg farm hit in Nebraska's first H5N2 event». CIDRAP (en inglés). Consultado el 19 de febrero de 2021.
3. 1 2 3  «Up to 5.3 million chickens to be destroyed after bird flu confirmed at Iowa farm». Omaha.com (en inglés). Consultado el 19 de febrero de 2021.
4. ↑  Journal, DAVE DREESZEN / Sioux City. «Truckloads of dead birds headed to landfills». JournalStar.com (en inglés). Consultado el 19 de febrero de 2021.
5. 1 2  Star, RICHARD PIERSOL / Lincoln Journal. «3 million hens to be destroyed on Knox County egg farm». JournalStar.com (en inglés). Consultado el 19 de febrero de 2021.
6. 1 2 3 4 5 6 7 8 9 10 11 12 13 14 15 16 17 18 19 20 21 22 23 24 25 26 27 28 29 30 31 32 33 34 35 36 37 38 39 40 41 42 43 44 45 46 47 48 49 50 51 52 53 54 55 56 57 58 59 60 61 62 63 64 65 66 67 68 69 70 71  "Actualización sobre los hallazgos de la gripe aviar: Hallazgos avícolas confirmados por los Laboratorios Nacionales de Servicios Veterinarios del USDA". Departamento de Agricultura de los Estados Unidos / Servicio de Inspección de Sanidad Animal y Vegetal. 1 de junio de 2015. Consultado el 18 de febrero de 2021.
7. ↑  «USDA Confirms More Highly Pathogenic H5N2 Avian Influenza in Three Flocks in Minnesota, Iowa and Wisconsin». USDA Animal and Plant Health Inspection Service (en inglés). Consultado el 19 de febrero de 2021.
8. 1 2  «USDA Confirms More Highly Pathogenic H5N2 Avian Influenza in 11 Flocks in Minnesota and Iowa». USDA Animal and Plant Health Inspection Service (en inglés). Consultado el 19 de febrero de 2021.
9. ↑  «USDA Confirms More Highly Pathogenic H5N2 Avian Influenza in Five Flocks in Iowa». USDA Animal and Plant Health Inspection Service (en inglés). Consultado el 19 de febrero de 2021.
10. ↑  writers, Cole Epley and David Hendee / World-Herald staff. «USDA confirms bird flu in northeast Nebraska; flock of 1.7 million chickens to be killed». Omaha.com (en inglés). Consultado el 19 de febrero de 2021.
11. ↑  writer, Cole Epley / World-Herald staff. «Nebraska officials confirm 2nd bird flu outbreak». Omaha.com (en inglés). Consultado el 19 de febrero de 2021.
12. 1 2 3  «USDA Confirms More Highly Pathogenic H5N2 Avian Influenza in Five Flocks in Iowa and Nebraska». USDA Animal and Plant Health Inspection Service (en inglés). Consultado el 19 de febrero de 2021.
13. ↑  «Renville chicken farm suffers Minnesota's worst bird-flu toll». Star Tribune. Consultado el 19 de febrero de 2021.